# (4005) Дягилев
(4005) Дягилев (лат. Dyagilev) — типичный астероид главного пояса, открыт 8 октября 1972 года советским астрономом Людмилой Журавлёвой в Крымской астрофизической обсерватории и 19 октября 1994 года назван в честь театрального и художественного деятеля Сергея Дягилева.

## Обнаружение и именование
(4005) Дягилев
Открыт 8 октября 1972 года в Научном Л. В. Журавлёвой.
Назван в память о русском импрессарио Сергее Павловиче Дягилеве (1872—1929). В основном известен как покровитель искусства и литературы и основатель путешествующей русской балетной труппы.
Оригинальный текст (англ.)4005 Dyagilev
Discovered 1972-10-08 by Zhuravleva, L. at Nauchnyj.
Named in memory of the Russian impressario Sergej Pavlovich Dyagilev (1872—1929). He is mainly known as the patron of art and literature and the founder of the travelling Russian ballet company.
Источники: DISCOVERY.DB; M.P.C. 24121.

## Орбита

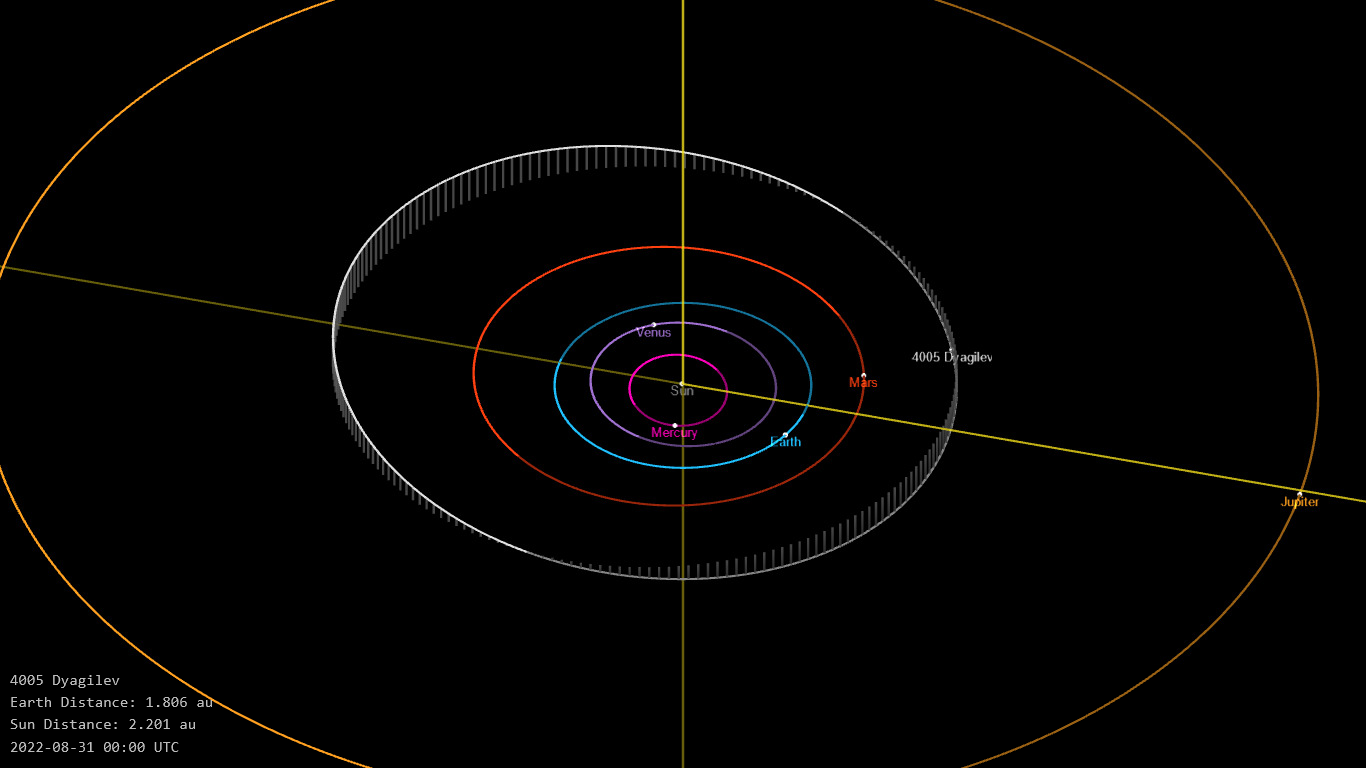
Орбита астероида Дягилев и его положение в Солнечной системе

## Физические характеристики
Из наблюдений системы Asteroid Terrestrial-impact Last Alert System следует, что астероид относится к таксономическому классу S.
По результатам наблюдений в видимом и ближнем инфракрасном диапазоне космического телескопа NEOWISE диаметр астероида сначала оценивался равным 8,357±0,074 км, позже — 7,21±1,32 км и 7,693±0,090 км. Согласно тем же источникам альбедо оценивается как 0,2110±0,0269, 0,35±0,13 и 0,250±0,036.